# Бетховен (фильм)
«Бетхо́вен» (англ. Beethoven) — американская семейная комедия 1992 года, снятый режиссёром Брайаном Левантом, первый в серии фильмов «Бетховен». Сценарий написали Джон Хьюз (под псевдонимом Эдмон Дантес) и Эми Холден Джонс. В главных ролях снялись Чарлз Гродин и Бонни Хант, также снимались Николь Том, Кристофер Кастиль, Сара Роуз Карр, Оливер Плат, Стэнли Туччи, Дэвид Духовны и Патриция Хитон. 
Фильм рассказывает о приключениях сенбернара по кличке Бетховен, названного в честь немецкого композитора, и его хозяев — американской семьи Ньютон. Основные съёмки проходили весной-летом 1991 года в Лос-Анджелесе. При бюджете $18 миллионов фильм заработал в прокате более $147 миллионов, получил смешанные отзывы критиков, а также номинацию на премию «Young Artist Awards».

## Сюжет
Щенок сенбернара, украденный  из зоомагазина ворами Верноном и Харви, подручными ветеринара Хермана Варника, сбегает и попадает в дом семьи Ньютонов. Отец Джордж поначалу против собаки в доме, но другие члены семьи уговаривают его. Щенок гавкает под отрывок из 5-й симфонии, сыгранный маленькой Эмили на пианино, и получает имя Бетховен.
Пёс вырастает и становится другом для всех детей семейства и даже спасает Эмили, когда та едва не тонет в бассейне. Во время посещения ветеринарной клиники с целью сделать прививки, Бетховен попадает на приём к доктору Варнику, который тайно занимается жестокими опытами над животными, и ему как раз поступил заказ испытать разрывные пули на крупных собаках. Желая заполучить Бетховена, Варник сообщает Джорджу, который ревнует семью к всеобщему любимцу Бетховену, что собака опасна для детей.
Вскоре Варник посещает дом Ньютонов, провоцирует пса напасть на себя и имитирует укус собаки фальшивой кровью, которую он заранее принёс. Испуганный Джордж соглашается усыпить Бетховена. В семье возникает размолвка. Дети заставляют отца вернуться в клинику и спасти Бетховена. Там выясняется, что укус был фальшивым, и Джордж пытается прорваться в виварий клиники. Бетховен не был усыплён, а должен был стать объектом опытов Варника. В финальную разборку вмешивается полиция. Пёс спасён, доктора и его подручных ждёт суд за жестокое обращение с животными. В семье Ньютонов снова воцаряется мир.

## Актёрский состав
- Чарлз Гродин — Джордж Ньютон
- Бонни Хант — Элис Ньютон
- Дин Джонс — Герман Варник
- Николь Том — Райс Ньютон
- Кристофер Кастиль — Тед Ньютон
- Сара Роуз Карр — Эмили Ньютон
- Оливер Платт — Харви
- Стэнли Туччи — Вернон
- Дэвид Духовны — Брэд
- Патриция Хитон — Бри

Собак, сыгравших в фильме, тренировала их владелица Элеанор Китон. Бетховена сыграл пёс по кличке Крис, у которого было 12 дублёров.
На роль отца семейства Ньютон рассматривались кандидатуры многих актёров, среди них — Дэн Эйкройд, Джон Кэнди, Дэнни Де Вито, Джефф Голдбюлм, Стив Мартин, Билл Мюррей, Рик Моранис и Робин Уильямс. 10-летний Джозеф Гордон-Левитт сыграл свою первую роль в кино — одного из одноклассников Теда.

## Музыка
Саундтрек к фильму, написанный композитором Рэнди Эдельманом, поступил в продажу в 1992 году — альбом «Beethoven: Music From The Motion Picture Soundtrack» выпустил лейбл «MCA Special Products»:
| №                   | Название                                           | Исполнитель                                    | Длительность |
| ------------------- | -------------------------------------------------- | ---------------------------------------------- | ------------ |
| 1.                  | «Opening»                                          | Randy Edelman                                  | 4:20         |
| 2.                  | «Discovering The Neighborhood»                     | Randy Edelman                                  | 2:24         |
| 3.                  | «Ciao, Baby»                                       | Randy Edelman                                  | 0:40         |
| 4.                  | «Ted & The Bullies»                                | Randy Edelman                                  | 2:36         |
| 5.                  | «Beethoven To The Rescue»                          | Randy Edelman                                  | 2:10         |
| 6.                  | «A Stroll Through Town»                            | Randy Edelman                                  | 1:41         |
| 7.                  | «Puppy Snatchers»                                  | Randy Edelman                                  | 3:01         |
| 8.                  | «The Dog Has To Go»                                | Randy Edelman                                  | 2:03         |
| 9.                  | «Table Spin»                                       | Randy Edelman                                  | 0:49         |
| 10.                 | «Sparkie's Chase»                                  | Randy Edelman                                  | 1:53         |
| 11.                 | «George Gets Turned On»                            | Randy Edelman                                  | 1:29         |
| 12.                 | «Family In Pursuit»                                | Randy Edelman                                  | 1:38         |
| 13.                 | «The Break-In»                                     | Randy Edelman                                  | 1:51         |
| 14.                 | «Our Heroes»                                       | Randy Edelman                                  | 2:19         |
| 15.                 | «The Dogs Let Loose»                               | Randy Edelman                                  | 1:25         |
| 16.                 | «A Sad Return»                                     | Randy Edelman                                  | 2:19         |
| 17.                 | «Ryce's Theme»                                     | Randy Edelman                                  | 1:30         |
| 18.                 | «Roll Over Beethoven (песня написана Чаком Берри)» | Paul Shaffer & The World's Most Dangerous Band | 4:43         |
| Общая длительность: | Общая длительность:                                | Общая длительность:                            | 38:51        |

В фильме использован отрывок «Симфонии № 5» Людвига ван Бетховена; актриса Лорел Кронин в одной из сцен поёт под собственный фортепианный аккомпанемент песню «Lady Marmalade» из репертуара группы «LaBelle»; ещё одна песня, звучащая в фильме — «Jimmy Olsen’s Blues» в исполнении группы «Spin Doctors».

## Релиз

### Продвижение
В рекламной кампании фильма использовались слоганы:
- «Рискни — попроси его потесниться» (англ. Go Ahead… You Tell Him To «Roll Over».)[9]
- «Большое сердце. Большой аппетит. Большие проблемы» (англ. Big Heart. Big Appetite. Big Trouble.)
- «Он завоюет ваше сердце» (англ. He’ll Grow On You.)
- «Глава семьи тот, у кого есть хвост» (англ. The Head Of The Family Is The One With The Tail.)

### Критика и отзывы
Фильм получил неоднозначные отзывы критиков. На портале «Rotten Tomatoes» фильм получил оценку 30% свежести на основе 27 рецензий критиков и среднюю оценку 4,7 из 10 баллов от пользователей: «Этот пушистый и непритязательный фильм заслужил лучшего сценария». Зрительская оценка фильма на «CinemaScore» — «A». Рейтинг картины на «Кинопоиске» — 7,274 из 10 на основе 87 800 оценок зрителей, на «Internet Movie Database» — 5,7 из 10 на основе 71 176 оценок. На российском сайте «Критиканство» фильм оценили на 69 баллов из 100[значимость факта?].
Роджер Эберт в обзоре для «Chicago Sun-Times» дал фильму 2,5 звезды из 4-х: «Этот не тот фильм, который я с нетерпением жду. Не сказал бы, что я увидел в этом фильме что-то новое, но авторы выбрали очаровательную собаку на главную роль, а Чарлз Гродин хорош практически в каждой сцене, играя угрюмого папашу». В обзоре для сайта «Blu Ray» Мартин Либман написал: «Это маленькое приятное на поминания о тех днях, когда комедии были смешнее и лучше. Это честная и сердечная история, милый и уютный фильм, который напоминает о важных вещах заводным юмором. Персонажи — просты, но хорошо прописаны, а собака — безусловная звезда». Филип Слэдж в статье «Cinemablend» отметил, что фильм воспринимается ещё лучше, пересматривая его в зрелом возрасте: «Понимаешь, что персонаж Гродина — не плохой человек; просто в его жизни слишком много стресса — с возрастом я ещё больше оценил игру актёра. Кроме того, […] Гродин и Бонни Хант выглядят в фильме как настоящая супружеская пара». Слэдж также высоко оценил весь актёрский состав — включая второстепенных актёров, и сделал вывод, что это отличный фильм о том, как важно быть честным с самим собой и своими родными.

### Кассовые сборы
Фильм собрал $57 114 049 в США и $90 100 000 долларов на других территориях — по итогам проката во всём мире фильм собрал 147,2 миллиона долларов.

### Награды и номинации
Премия «Genesis Awards»
В 1993 году «Общество защиты животных Соединённых Штатов» вручило картине награду в категории «Лучший фильм».
| Год  | Номинируемая работа | Категория    | Результат |
| ---- | ------------------- | ------------ | --------- |
| 1993 | Бетховен            | Лучший фильм | Победа    |

Премия «Young Artist Awards»
В 1993 году Сара Роуз Карр, Николь Том и Кристофер Кастиль получили номинации на премию за исполнение ролей детей Ньютон в фильме:
| Год  | Номинируемая работа | Категория                                       | Результат |
| ---- | ------------------- | ----------------------------------------------- | --------- |
| 1993 | Бетховен            | Лучший семейный фильм                           | Номинация |
| 1993 | Сара Роуз Карр      | Лучшая молодая актриса в возрасте до десяти лет | Номинация |
| 1993 | Николь Том          | Лучшая молодая актриса в главной роли           | Номинация |
| 1993 | Кристофер Кастиль   | Лучший молодой актёр в главной роли             | Номинация |

### Выход на видео
Релизом на DVD в США занималась компания «Universal Pictures», а в странах Европы (Германия, Голландия, Великобритания) и Австралии — «Columbia Tristar Home Entertainment». 16 августа 2016 года в США состоялся релиз фильма на Blu-Ray от компании «Universal Studios».

### Продолжения
В 1993 году вышел сиквел картины «Бетховен 2», где главными героями по-прежнему была семья Ньютон. Остальные продолжения «Бетховен 3» (2000), «Бетховен 4» (2001), «Бетховен 5» (2003), «Бетховен: Большой бросок» (2008), «Рождественское приключение Бетховена» (2011) и «Сокровища Бетховена» (2014) — выходили сразу на видео. Одноименный анимационный сериал выходил на протяжении одного сезона в 1994 году — Николь Том озвучила Райс Ньютон, а Дин Джонс (сыгравший в первом фильме доктора Германа Варника) — её отца, Джорджа Ньютона.